# Hi Diddle Diddle
Hi Diddle Diddle è un film del 1943, diretto da Andrew L. Stone.

## Trama
Quando la madre della sposa è ipoteticamente frodata del suo denaro da un amante respinto, il padre dello sposo orchestra un suo schema per rimettere tutto a posto. Viene aiutato da un cantante di cabaret, mentre egli quieta una moglie gelosa.

### Le canzoni
- "I Loved You too Little, too Late" (di Phil Boutelje e Foster Carling) - cantata da June Havoc
- "The Man with the Big Sombrero" (di Phil Boutelje e Foster Carling) - cantata da June Havoc
- "The Pilgrim's Chorus" (dal "Tannhäuser" di Richard Wagner) - Pola Negri, Billie Burke, Paul Porcasi, Lorraine Miller e altri
- "Evening Star" (dal "Tannhäuser" di Richard Wagner) - cantata da Pola Negri

## Produzione
Il film fu prodotto dalla Andrew L. Stone Productions. Le sequenze animate furono prodotte da Leon Schlesinger

## Distribuzione
Distribuito dalla United Artists, il film uscì nelle sale USA il 2 agosto 1943. Nel 1950, fu riproposta - con il titolo Diamonds and Crime - una riedizione del film distribuito dalla Astor Pictures Corporation.

### Data di uscita
IMDb
- USA	2 agosto 1943
- Svezia	13 marzo 1944
- Portogallo	1º maggio 1944
- Danimarca	3 novembre 1947
- USA 1950

Alias
- Casados sin casa	Spagna
- Diamonds and Crime	USA (titolo riedizione)
- Doido Por Saias	Portogallo
- Oss svindlare emellan	Svezia
- Try and Find It 	(non definito)

## Riconoscimenti
- Premio Oscar
  - Candidatura per la miglior colonna sonora (per un film drammatico o commedia) a Phil Boutelje.